# Sarah Fournier
Sarah Fournier (5 de julio de 1996) es una deportista canadiense que compite en natación, especialista en el estilo libre. Ganó una medalla de bronce en el Campeonato Mundial de Natación de 2024, en la prueba de 4 × 100 m libre.

## Palmarés internacional
| Campeonato Mundial | Campeonato Mundial | Campeonato Mundial | Campeonato Mundial |
| Año                | Lugar              | Medalla            | Prueba             |
| ------------------ | ------------------ | ------------------ | ------------------ |
| 2024               | Doha (Catar)       | Medalla de bronce  | 4 × 100 m libre    |